# Josephine Mitchell
'Josephine Mitchell es una actriz australiana, conocida por haber interpretado a Jo Langley en la serie A Country Practice.

## Biografía
Josephine creció en Sídney (Australia). Sus padres estuvieron involucrados en el Teatro Ensemble en Milson Point. 
Tiene dos hijas y un grado en la Universidad de Sídney con especialización en estudios medievales y religiosos.

## Carrera
Es una actriz de teatro y televisión australianos. Antes de dedicarse a la actuación Mitchell modeló durante los años ochenta.
De 1985 a 1989 interpretó a Jo "Loveday" Langley' en la serie dramática A Country Practice, Jo era uno de los personajes más conocidos y queridos del público. Su personaje causó controversia cuando comenzó a salir y luego se casó con Michael Langley, un hombre mayor, poco después dejaron la ciudad para mudarse Armidale.
En 1989 aparecipó en la serie E Street como la vivaz Penny O'Brien.
En 1994 se unió brevemente en la serie Neighbours donde dio vida a Katerina Torelli, una mujer que acechaba a Mark Gottlieb (interpretado por Bruce Samazan) y buscaba interponerse entre él y Annalise Hartman.
En el 2005 participó en un episodio de la exitosa serie australiana All Saints, donde interpretó a la Detective Jan Colbert. 
En el 2010 interpretó Jill Carpenter, la madre alcohólica de Romeo Smith, quien a su llegada comienza a causar problemas en la vida de su hijo en la aclamada serie dramática australiana Home and Away. Anteriormente en 1990 Josephine había aparecido en vienititres episodios como la policía Jane Holland.

## Filmografía

### Series de televisión
| Año         | Título             | Personaje             | Notas                        |
| ----------- | ------------------ | --------------------- | ---------------------------- |
| 2014        | Janet King         | Doctora Wyburn        | episodio "Overtime"          |
| 2010        | Home and Away      | Jill Carpenter        | 18 episodios                 |
| 2005        | All Saints         | Detective Jan Colbert | episodio "Maternal Instinct" |
| 1994        | Neighbours         | Katerina Torelli      | 2 episodios                  |
| 1989        | E Street           | Penny O'Brien         | tv serie                     |
| 1985 - 1989 | A Country Practice | Jo "Loveday" Langley  | 254 episodios                |

### Películas
| Año  | Título | Personaje  | Notas                                                  |
| ---- | ------ | ---------- | ------------------------------------------------------ |
| 1994 | Girl   | Nikki Mair | junto a Bruce Alexander, Maurie Annese & Anna Bertolli |

### Teatro
| Año  | Obra                 | Personaje | Director (a)        | Teatro            | Notas                                                    |
| ---- | -------------------- | --------- | ------------------- | ----------------- | -------------------------------------------------------- |
| 2005 | Holy Day             | -         | Andrew Bovell       | -                 | -                                                        |
| 1995 | Hello, Dolly!        | -         | Christopher Renshaw | State Theatre     | junto a Andrew Bevism, Denise Drysdale & Jeremy Stanford |
| 1993 | Titus Andronicus     | -         | Michael Gow         | Wharf Theatre     | junto a Brian Vriends, Andrea Moor & Tom Weaver          |
| 1991 | Conversation Peace   | -         | Sue Butler          | Wharf Theatre     | junto a Marilyn Allen, Sarah Lambert & Barbara Stephens  |
| 1989 | The Day It All Ended | -         | John Saunders       | Playhouse Theatre | junto a Faith Clayton, Bill McCluskey & Douglas Walker   |